# Consell de Mallorca 2003-2007
El Consell Insular de Mallorca de la sisena legislatura (2003-2007) és un govern de pacte entre Partit Popular de les Illes Balears i Unió Mallorquina que donà el control de la institució insular a UM, a canvi de deixar el Govern de les Illes Balears en mans del PP. Aquest executiu va prendre possessió dels càrrecs el 4 de juliol de 2003.

## Resultats electorals
| ← Eleccions al Parlament de les Illes Balears de 2003 (25 de maig de 2003) → |         |       |        |      |
| Circumscripció de Mallorca (33 escons)                                       |         |       |        |      |
| Partit                                                                       | Vots    | %     | Escons | Dif. |
| Partit Popular de les Illes Balears (PP)                                     | 155.641 | 45,01 | 16     | =    |
| Partit Socialista de les Illes Balears (PSIB-PSOE)                           | 90.998  | 26,32 | 9      | +1   |
| Unió Mallorquina (UM)                                                        | 31.781  | 9,19  | 3      | =    |
| PSM-Entesa Nacionalista (PSM-EN)                                             | 30.964  | 8,95  | 3      | -1   |
| Esquerra Unida-Els Verds (EU-EV)                                             | 19.050  | 5,51  | 2      | =    |
| Agrupación Social Independiente (ASI)                                        | 5.751   | 1,66  |        |      |
| Clau de Mallorca (CLAU)                                                      | 3.030   | 0,88  |        |      |
| Esquerra Republicana de Catalunya (ERC)                                      | 1.667   | 0,48  |        |      |
| Partido Renovador de las Illes Balears (PRIB)                                | 1.031   | 0,30  |        |      |
| Treballadors per la Democràcia (TD)                                          | 438     | 0,13  |        |      |

A part, es varen recomptar 5.440 vots en blanc, que suposaven l'1,57% del total dels sufragis vàlids.

### Consellers electes
| PP | PSIB-PSOE | Unió Mallorquina                                                                     | PSM-Entesa Nacionalista                                                                 | Esquerra Unida-Els Verds                                       |
| 1. Joan Fageda Aubert 2. Catalina Sureda Fons 3. Miguel Amengual Guasp 4. Gaspar Oliver Mut 5. Carme Feliu Álvarez de Sotomayor 6. Carlos Luis Veramendi Mestre 7. Francesc Cañellas Alemany 8. Fernando Rubio Aguiló 9. Andreu Obrador Gornals 10. Miquel Munar Cardell 11. Joan Font Rosselló 12. Maria Binimelis Amengual 13. Margalida Moner Tugores 14. Francisco Molina Fresneda 15. Rafael Bosch Sans 16. Eduardo Puche Castillejo | 1. Francina Armengol Socías 2. Francesc Quetglas Rosanes 3. Celestí Alomar Mateu 4. Aina Calvo Sastre 5. Rosamaria Alberdi Castell 6. Andreu Crespí Plaza 7. Aina Rado i Ferrando 8. Antoni Alemany Cladera 9. Francisca Ramón Pérez de Rada | 1. Maria Antònia Munar i Riutort 2. Miquel Nadal i Buades 3. Dolça Mulet i Dezcallar | 1. Gabriel Barceló Milta 2. Antoni Alorda Vilarrubias 3. Bàrbara Maria Bujosa Picornell | 1. Margalida Rosselló Pons 2. Maria Magdalena Tugores Bautista |

Canvis de consellers elèctes:
- 4 de juliol de 2003: Antoni Pastor Cabrer (PP) i Andreu Prohens Vicens (PP) renuncien al càrrec abans de prendre possessió. Els relleven Carlos Luis Veramendi Mestre i Andreu Obrador Gornals.
- 11 de juliol de 2003: Joana Lluïsa Mascaró Melià (PSM) i Maria Salom Coll (PP) per incompatibilitat amb els càrrecs respectius de portaveus dels seus grups al Parlament. Les substitueixen Gabriel Barceló Milta i Miquel Amengual Guasp respectivament.
- 18 de juliol de 2003: Manuel Jaen Palacios (PP) renuncia a l'acta. El substitueix Francesc Cañellas Alemany.
- 17 d'octubre de 2003: Margalida Moner Tugores (PP) renuncia a l'acta. La substitueix Miquel Càneves Vanrell.
- 2 de febrer de 2004: Gabriel Barceló Milta (PSM) renuncia a l'acta.[2] El substitueix Caterina Canyelles Marquès.[3]
- 2 de febrer de 2004: El conseller insular de Presidència Ferran Trujillo Zaforteza (UM) per defunció.[2] El substitueix Francesc Buils Huguet[4]
- 18 de març de 2004: Joan Fageda Aubert (PP) renuncia a l'acta. El substitueix Bartomeu Vallori Perelló.[5]
- 21 d'abril de 2004: Francina Armengol Socías (PSIB) renuncia a l'acta. La substitueix Cosme Bonet Bonet.[6]
- 21 d'abril de 2004: Francisco Molina Fresneda (PP) renuncia a l'acta. El substitueix Antonio Coll Real.[6]
- 24 de gener de 2006: Miquel Riera Servera (UM) Finí a les cinc del matí d'una aturada cardiorespiratòria a casa seva.[7][8] El substituí Catalina Julve Caldentey[9]
- 22 de setembre de 2006: Francesc Quetglas Rosanes (PSIB) morí per una greu malaltia. El substituí Pilar Sansó Fuster (PSIB).[10]
- 2 d'octubre de 2006: Caterina Canyelles Marquès (PSM-EN) renúncia a la seva acta.[10] Bernat Aguiló Siquier entra de nou conseller.[11]
- 11 d'octubre de 2006: Aina Rado i Ferrando (PSIB) és nomenada nova portaveu del Grup Parlamentari Socialista i per incompatibilitat és substituïda per Antoni Nadal Urrea.[11]
- 22 de gener de 2007: Bàrbara Maria Bujosa Picornell va presentar la seva renúncia per discrepàncies amb el seu partit.[12] La substitueix Coloma Ferrer Salas.[13]

## Presidència
Per denou vots (PP, UM) a favor de Maria Antònia Munar i Riutort, contra nou vots (PSOE) a favor de Francina Armengol Socias i amb cinc abstencions (PSM-EN i EU-Els Verds), resultà elegida la Maria Antònia Munar i Riutort com a presidenta del Consell de Mallorca.
En el seu discurs inaugural de mandat, feu esment a tres motius de satisfacció que li resultava el fet. En primer lloc, per ser Presidenta de la "institució més representativa i del Govern de Mallorca". També, diu sentir-se orgullosa d'haver estat la primera dona que ha presidit un consell insular, i que espera poder-ho seguir essent durant els 4 anys vinents. I, com a tercer motiu, destaca la importància que suposa aquella investidura pel fet de ser la primera que es desenvolupa després d'haver-se aprovat la Llei de Consells l'any 2000 però que es publicà al BOE l'1 de març de 2007. En aquesta llei materialitza el Consell Insular de Mallorca com a Govern de Mallorca.

## Consell Executiu
El Consell Executiu del Consell Insular de Mallorca és un òrgan col·legiat del govern insular integrat pel president del Consell, els vicepresidents i tots els consellers i les conselleres executives al qual correspon l'exercici de la funció executiva en relació amb les competències del Consell Insular, sens perjudici de les atribucions conferides a altres òrgans de govern.
Els departaments del Consell Insular de Mallorca són els òrgans en què s'organitza la institució i que es corresponen amb els diferents sectors de la seva activitat administrativa. Cada departament està dirigit per un conseller executiu o una consellera executiva, a qui corresponen les seves funcions respectives.
| Presidenta: Maria Antònia Munar i Riutort (Unió Mallorquina) |

| Departament                    | Titulars                                        | Titulars                                        | Titulars                                        | Titulars                                        |
| ------------------------------ | ----------------------------------------------- | ----------------------------------------------- | ----------------------------------------------- | ----------------------------------------------- |
| Departament                    | 10 de juliol de 2003                            | 6 de febrer de 2004                             | 15 de febrer de 2006                            | 11 de juliol de 2006                            |
| Vicepresident primer           | Miquel Nadal i Buades (Unió Mallorquina)        | Miquel Nadal i Buades (Unió Mallorquina)        | Miquel Nadal i Buades (Unió Mallorquina)        | Miquel Nadal i Buades (Unió Mallorquina)        |
| Vicepresidenta segona, Cultura | Dolça Mulet i Dezcallar (Unió Mallorquina)      | Dolça Mulet i Dezcallar (Unió Mallorquina)      | Dolça Mulet i Dezcallar (Unió Mallorquina)      | Dolça Mulet i Dezcallar (Unió Mallorquina)      |
| Obres Públiques                | Antoni Pascual Ribot (Unió Mallorquina)         | Antoni Pascual Ribot (Unió Mallorquina)         | Antoni Pascual Ribot (Unió Mallorquina)         | Antoni Pascual Ribot (Unió Mallorquina)         |
| Economia i Hisenda             | Miquel Àngel Flaquer Terrasa (Unió Mallorquina) | Miquel Àngel Flaquer Terrasa (Unió Mallorquina) | Miquel Àngel Flaquer Terrasa (Unió Mallorquina) | Miquel Àngel Flaquer Terrasa (Unió Mallorquina) |
| Territori i Infraestructures   | Bartomeu Vicens Mir (Unió Mallorquina)          | Bartomeu Vicens Mir (Unió Mallorquina)          | Bartomeu Vicens Mir (Unió Mallorquina)          | Bartomeu Vicens Mir (Unió Mallorquina)          |
| Serveis Socials                | Margalida Vilanova Feliu (Unió Mallorquina)     | Margalida Vilanova Feliu (Unió Mallorquina)     | Margalida Vilanova Feliu (Unió Mallorquina)     | Margalida Vilanova Feliu (Unió Mallorquina)     |
| Cooperació Local               | Miquel Riera Servera (Unió Mallorquina)         | Miquel Riera Servera (Unió Mallorquina)         | Catalina Julve Caldentey (Unió Mallorquina)     | Catalina Julve Caldentey (Unió Mallorquina)     |
| Medi Ambient i Natura          | Miguel Angel Borrás Llabrés (Unió Mallorquina)  | Miguel Angel Borrás Llabrés (Unió Mallorquina)  | Miguel Angel Borrás Llabrés (Unió Mallorquina)  | Miguel Angel Borrás Llabrés (Unió Mallorquina)  |
| Presidència                    | Ferran Trujillo Zaforteza (Unió Mallorquina)    | Francesc Buils Huguet (Unió Mallorquina)        | Francesc Buils Huguet (Unió Mallorquina)        | Francesc Buils Huguet (Unió Mallorquina)        |
| Patrimoni i Identitat Cultural |                                                 |                                                 |                                                 | Joan Cerdà Rull (Unió Mallorquina)              |

## Estructura orgànica
Per aquesta legislatura s'establí la següent estructura orgànica d'alts càrrecs: El juny de 2004 hi hagué una reestructuració.
Vicepresidència primera
- Direcció Insular de Relacions Institucionals: Guillem Ginard Sala (fins al desembre de 2003)[18] / Josep Lliteres Vidal[19]
- Direcció Insular de Projectes: Mateu Cañellas Martorell
- Direcció Insular de Comunicació: Margalida Sotomayor Vicens / Antoni Martorell Reynés
- Secretaria Tècnica: Eugènia Cañellas Batle

Departament de Cultura
- Direcció Insular de Cultura: Josep Lliteres Vidal (fins al desembre de 2003) / Guillem Ginard Sala
- Direcció Insular de Política Lingüística i Educativa: Miquel Julià Maimó
- Direcció Insular de Joventut: Bernat Bauzà / Maria Magdalena Estrany Espada
- Secretaria Tècnica: Maria Magdalena Estrany Espada

Departament de Obres Públiques
- Direcció Insular de Carreteres: Gonzalo Aguiar Gonzàlez
- Direcció Insular d'Obres i Activitats Classificades: Maria Vanrell Nicolau (fins 23 d'abril de 2007)
- Direcció Insular de Serveis Tècnics i Emergències: María José Rodríguez Vázquez (fins 23 d'abril de 2007)
- Secretaria Tècnica: Maria Magdalena Tortella Mas

Departament de Economia i Hisenda
- Direcció Insular d'Hisenda i Pressupostos: Antoni Segura Fuster
- Direcció Insular d'Economia: Cristina Cerdó
- Secretaria Tècnica: Mercedes López Isern (des de 22 de juny de 2005 fins 13 d'abril de 2007)

Departament de Territori
- Direcció Insular d'Urbanisme i Litoral: Miquel Àngel Grimalt Vert (fins 23 d'abril de 2007)
- Direcció Insular de Patrimoni Històric: Joan Josep Mas Roig
- Direcció Insular d'Ordenació del Territori: Damià Nicolau Ferrà
- Secretaria Tècnica: Miquel Ferra Jaume

Departament de Cooperació Local
- Direcció Insular de Cooperació Local: Domingo Bonnín Daniel
- Direcció Insular de Gestió de Residus: Guillem Riera i Colom
- Secretaria Tècnica: Coloma Castañer Abellanet

Departament de Medi Ambient i Natura
- Direcció Insular de Medi Ambient: Domingo Bonnín Daniel / Bartomeu Calafell Salom
- Direcció Insular de Programes i Ocupació: Joan Comas / Tomàs Cantallops i Salvà
- Secretaria Tècnica: Catalina Burguera Vidal (des de 30 de juliol de 2003 fins al 4 d'abril de 2007) / Coloma Castanyer Abellanet

Departament de Presidència
- Direcció Insular de Sistemes d'Informació: Antoni Caldentey Salom
- Direcció Insular de Funció Pública: Francesc Buils Huguet / Antoni Columbram Gual
- Direcció Insular d'Informació Turística: Montserrat Ferrer Oliver (fins a 5 de maig de 2004) / Josep Bestard Porcel[20]
- Secretaria Tècnica: Esperança Massanet Forteza

## Comissions insulars
- Comissió de Govern: Joan Fageda, Gaspar Oliver, Fernando Rubio, Carlos Luis Veramendi, Francina Armengol, Celesti Alomar, Aina Rado, Miquel Nadal, Dolça Mulet, Antoni Alorda, Margalida Rosselló.
- Comissió Tècnica Interinsular: Maria Antònia Munar, Miquel Nadal, Maria Binimelis, Francesc Quetglas.
- Comissió Insular d'Activitats Classificades: Antoni Alemany (substituït per Aina Rado), Andreu Obrador.
- Comissió Insular de Ordenació del Territori, Urbanisme i Patrimoni Històric: Fernando Rubio, Antoni Alemany, Miquel Nadal, Antoni Alorda, Margalida Rosselló (representants dels grups polítics). Rafel Bosch (substituït per Andreu Obrador) i Eduardo Puche (nomenats pel ple). Bartomeu Vicens i Antoni Pascual (representants designats per la Presidència)
- Comissió de seguiment de la gestió de residus no perillosos de Mallorca: Miquel Riera (president), [director insular] (vicepresident), Miquel Amengual, Celestí Alomar, Miquel Nadal, Antoni Alorda, Margalida Rosselló (vocals).
- Comissió de Seguiment dels treballs de redacció del Pla Territorial Insular de Mallorca: Bartomeu Vicens (President), Antoni Pascual, Fernando Rubio, Francesc Quetglas, Miquel Nadal, Antoni Alorda, Magdalena Tugores.
- Comissió de seguiment de l'execució de la campanya de difusió del Pla Territorial: Bartomeu Vicens i Josep Antoni Giménez.

## Patronats i nomenaments a altres institucions
- Institut de l'Esport Hípic de Mallorca:

Presidència: Maria Antònia Munar

Vicepresidència: Dolça Mulet

Vocals de la junta rectora de l'Institut de l'Esport Hípic de Mallorca: Francisco Molina, Francesca Ramon, Miquel Nadal, Biel Barceló, Magdalena Tugores.
- Teatre Principal de Palma:

Presidència: Maria Antònia Munar

Vicepresidència: Dolça Mulet

Vocals del Patronat: Carme Feliu, Miquel Munar, Margalida Moner, Andreu Crespí, Miquel Nadal, Bàrbara Bujosa, Magdalena Tugores.
- Casa Museu Llorenç Villalonga:

Presidència: Maria Antònia Munar

Vicepresidència: Dolça Mulet

Vocals del Patronat: Catalina Sureda, Andreu Crespí, Miquel Nadal, Bàrbara Bujosa, Magdalena Tugores.
- Es Baluard: Maria Antònia Munar, Dolça Mulet i Miquel Nadal.
- Fundació Pública de les Balears per a la Música: Dolça Mulet (vicepresidenta segona) i Joan Payeras Coll (vocal).
- Consell coordinador de biblioteques: Dolça Mulet (Presidència); Josep Lliteres, Jaume Albertí i Rafel Ballester (vocals).
- Consell General del Servei de Salut: Miquel Munar (titular) i Joan Fageda (suplent).
- Comitè Autonòmic de Creu Roja Espanyola a les Illes Balears: Carme Feliu (titular) i Margalida Moner (suplent).
- Consell d'administració de l'Autoritat Portuària: Antoni Borrás Llabrés.
- Consell Econòmic i Social de les Illes Balears: Joan Mayol Serra.
- Institut de Biologia Animal de Balears SA: Miquel Artigues Bonet.
- Gestión Urbanística de Baleares, SA (Gestur Balear): Miquel Nadal i Mateu Cañellas Martorell.
- Comitè d'Avaluacions d'Impacte Ambiental: Josep Antoni Aguiló Ribas (titular), Mariano Gual de Torrella Le-Senne (suplent 1r), Francisco Orejudo Martínez (suplent 2n)
- Comissió Permanent de la Comissió Balear de Medi Ambient: Miquel Àngel Grimalt Vert (titular) i Bartomeu Calafell Salom (suplent).
- Institut Balear de Turisme (IBATUR): Maria Montserrat Ferrer Oliver
- Consell Assessor de Comerç de les Illes Balears: Cristina Cerdó Capellà (titular), Maria del Mar Gual Bigas (suplent)
- Consorci per al Foment de la Llengua Catalana i la Projecció Exterior de la Cultura de les Illes Balears (COFUC): Josep Lliteres Vidal.
- Servei d'Ocupació de les Illes Balears (SOIB): Catalina Burguera Vidal i Joan Comas Reus (titulars), Francisca Moll Nadal i Paula Cortés Llaneras (suplents)
- Consorci d'Aigües del Pla de Mallorca: Miquel Riera Servera (titular), Domingo Bonnín Daniel (suplent).
- Institut Balear d'Afers Socials (IBAS): Margalida Vilanova Feliu.
- Consell Escolar de les Illes Balears: Joan Cerdà Rull
- Càtedra Alcover-Moll-Villangómez: Josep Lliteres Vidal i Maria Magdalena Estrany Espada.
- Consell Social de la Universitat de les Illes Balears: Antoni Salas Roca (titular), Guillem Ginard Sala (suplent)
- Comissió de Seguiment del Conveni amb l'Autoritat Portuària en matèria de prevenció d'incendis, salvament i protecció civil: Maria Jose Rodríguez Vázquez.
- Comissió de Coordinació de Política Territorial: Miquel Nadal i Mariano Gual.
- Patronat de la Fundació per al Conservatori Superior de Música i Dansa de les Illes Balears: Dolça Mulet
- Consejo Territorial de la Propiedad Inmobiliaria de las Islas Baleares: Joana Maria Morey Pizá.
- Consell Assessor per a la Millora de l'Accessibilitat i la Supressió de Barreres Arquitectòniques: José Jiménez Serra.
- Fundació Jardí Botànic de Sóller: Miquel Nadal (titular).
- Comissió de Protecció Civil: Manuel Ángel Nieto Izquierdo.
- Consell Balear de l'Aigua: Antoni Darder Alorda.
- Centre Balears Europa: Miquel Àngel Flaquer Terrasa.
- Consorci del Joc Hípic de Mallorca: Antoni Pascual Ribot i Nicolau Tous Palmer.
- Consorci per al Desenvolupament Econòmic de les Illes Balears: Cristina Cerdó.
- Comissió de Coordinació de les Policies Locals de les Illes Balears: Miquel Riera
- Associació Mallorca Rural: Miquel Riera
- Parc natural de Mondragó: Catalina Burguera
- Comitè Tècnic del Programa de mesures i vigilància ambiental de les instal·lacions de gestió previstes en el PDSGRUM: Josep Antoni Aguiló.
- Fundació Pública Antoni M. Alcover: Bartomeu Frau Llull.
- Comissió de Casc Històric i Catàleg de Muro: Francisca Cursach Pastor.
- Fundació Castell d'Alaró: Bernardí Homar Roselló (vicepresident 1r.), Bartomeu Calafell Salom i Rosa Fajardo Juan (vocals)
- Parc Natural de la Península del Llevant: Miguel Angel Borrás Llabrés
- Reserva natural de l'Albufereta: Miguel Angel Borrás Llabrés
- Parc Natural de l'Albufera de Mallorca: Miguel Angel Borrás Llabrés

## Institut de Serveis Socials i Esportius de Mallorca
Al plenari extraordinari i urgent del 21 de juliol de 2003 es va aprovar la constitució de Institut de Serveis Socials i Esportius de Mallorca.
Al ple insular del 2 de febrer de 2004 s'aprova la constitució del Consorci de Recursos Sociosanitaris i Assistencials de Mallorca.

## TV Mallorca
Durant aquesta legislatura es va posar en marxa la TV Mallorca que fou el canal de televisió de la Ràdio i Televisió de Mallorca, organisme depenent del Consell Insular de Mallorca, el qual n'aprovà els estatuts el 7 de novembre del 2005 (publicats en el BOIB de dia 15 de novembre de 2005), com a resposta a tots aquells canals de televisió local que veurien interrompudes les seves emissions a causa de la implantació de la Televisió Digital Terrestre. Les emissions en proves s'iniciaren el 10 de maig de l'any següent, i finalment la seva programació completa es va iniciar l'11 de setembre d'aquell mateix any (2006). La ràdio Ona Mallorca ja estava creada des del 2000 i passà a integrar-se dins aquesta empresa pública.

## Ma-15
Durant aquesta legislatura es va dir a terme el desdoblament de la Carretera de Manacor, coneguda com a C-715 i reanomenada Ma-15. Suportava un trànsit de 20.000 vehicles diaris, que en alguns trams arribava fins als 25.000, i tenia puntes horàries de 2.000 vehicles.
Dates a destacar en el desenvolupament de les obres:
- Dia 11 de juny de 2004: acte de col·locació de la primera fita i començament de les obres de desdoblament, en el punt quilomètric 25 de la Ma-15
- Dia 27 de juliol de 2005: obertura al trànsit del tram sa Síquia-Algaida de la Ma-15 (primer tram)
- Dia 21 de desembre de 2005: posada en servei del tram Algaida-Montuïri en la Ma-15 (segon tram)
- Dia 1 de juliol de 2006: posada en servei del tram Montuïri-Porreres-Vilafranca de la Ma-15 (tercer tram)
- Dia 2 de desembre de 2006: posada en servei del tram Vilafranca-Manacor de la Ma-15 (quart i darrer tram).

Amb una inversió aproximada als 140.000.000 euros, i en una longitud d'uns 40 quilòmetres, les actuacions han consistit en la conversió de la Ma-15 en una carretera de doble calçada.
Posteriorment, aquest aquestes obres de desdoblament foren investigades, i a hores d'ara està pendent de judici en el que es coneix com a Cas Peatge.
En temes més genèrics de carreteres es va aprovar el Conveni de col·laboració entre el Ministeri de Foment, el Consell de Mallorca i el Govern de les Illes Balears en matèria de carreteres el 6 de novembre de 2006, amb inversions per els següents 10 anys.

## Temes conflictius
Durant la legislatura sorgiren temes que en un futur esdevingueren conflictius per presumptes casos de corrupció. Per exemple la venta de Can Domenge (Cas Can Domenge) o la construcció de Son Espases (Cas Son Espases) o el consorci per a la construcció del nou Velòdrom (Cas Palma Arena). També el cas Claveguera.

## Premis Jaume II
També en tram final de la legislatura es varen crear els Premis Jaume II que pretenen reconèixer les accions destacades en la promoció dels símbols,
referents històrics, noms i fets relacionats amb Mallorca o amb el Consell de Mallorca.

## Medalles d'honor
Al final del 2006 es decidí entregà les medalles d'Honor i Gratitud a títol honorífic als tres expresidents que ha tengut la institució insular: Jeroni Albertí, Joan Verger i Maximilià Morales.

## Altres
Es va fer una declaració institucional manifestant la preocupació per la possible reducció de la presència territorial de RTVE a les Illes Balears. També es va ampliar el nom i els estatuts de la Fundació Casa Museu Llorenç Villalonga per passar a dir-se Fundació Casa Museu Llorenç Villalonga, Pare Ginard i Blai Bonet, per encabir dins de les seves competències de gestió les cases museu Pare Ginard i Blai Bonet. Amb motiu dels 10 anys de la declaració del 12 de setembre com a Diada de Mallorca, el Consell aprovà una declaració institucional d'homenatge a la bandera de Mallorca. Igualment amb els 10 anys de La Balanguera com a himne de Mallorca (aprovat el 4 de novembre de 1996). S'aprovà el Reglament dels Bombers del Consell de Mallorca. El Consell de Mallorca manifestà el seu rebuig respecte de l'anomenada Directiva Bolkestein i demanà a les institucions europees la seva retirada.
Es declarà filla predilecta a Maria Antònia Salvà i Ripoll, i fill adoptiu a Joan Miró i Ferrà.
El secretari de la corporació, Bartomeu Tous Aymar, es jubilà després de vint-i-sis anys de prestar-hi els seus serveis. També es va fer un acte simbòlic amb motiu dels 75 anys, que es compliren el primer d'octubre de 2006, en que es va aprovar una llei que permetia per primera vegada el vot femení.
Poc després d'haver esclatat el Cas Andratx, el ple del Consell aprovà una moció del PSOE, PSM i Els Verds, que comptà amb els vots d'UM, on el Consell de Mallorca rebutjava la utilització de les institucions en benefici particular, condemnava tota manifestació de corrupció entorn de la gestió urbanística; instava l'Ajuntament d'Andratx a que presentés de forma urgent la revisió de les Normes Subsidiàries del municipi; feia una crida per major transparència de les diferents administracions; i demanava la dimissió del Conseller d'Interior del Govern (José María Rodríguez Barberá) per la seva actuació en el denominat "cas Andratx" i sol·licitava del President que donés públiques explicacions sobre la seva implicació en aquest cas.
Es va declarar Bé Catalogat l'edifici central de GESA, situat al c/ Joan Maragall, núm. 16.

## Portaveus dels grups polítics
PP: Fernando Rubio (titular) Carlos Luis Veramendi (suplent)

PSOE: Francina Armengol. Suplent: Celestí Alomar. Substituïts el 2004 per Andreu Crespí i Aina Rado. Al 2006 Cosme Bonet es nou portaveu suplent.

UM: Miquel Nadal. Suplenta: Dolça Mulet

PSM-Entesa Nacionalista: Antoni Alorda. Suplenta: Bàrbara Bujosa

EU-EV: Margalida Rosselló. Suplenta: Maria Magdalena Tugores.

## Pressupostos generals
- 2004: 206.449.527'60 euros. Aprovat al ple del 3 de novembre de 2003.[34][35]
  - Institut de l'esport hípic de Mallorca: 3.577.926'55 €
  - Institut de Serveis Socials i Esportius de Mallorca: 69.032.794'96 €
- 2005: 225.045.614,60 euros.[36]
  - Institut de l'esport hípic de Mallorca: 3.517.809,09 €
  - Institut de Serveis Socials i Esportius de Mallorca: 78.837.607,54
- 2006: 271.956.905 euros[37][38]
  - Institut de l'esport hípic de Mallorca: 4.035.343,36 €
  - Institut de Serveis Socials i Esportius de Mallorca: 87.156.779,42 €
- 2007: 262.860.000 euros.[39][11]
  - Institut de l'esport hípic de Mallorca: 3.779.463,42 €
  - Institut de Serveis Socials i Esportius de Mallorca: 91.080.925,28 €
  - Societat mercantil Ràdio i Televisió de Mallorca S.A: 10.500.000 €

### Deute
El 31 de desembre del 2005 el Consell de Mallorca devia 115 milions d'euros, a la mateixa data del 2006, 124 milions d'euros i el 31 de desembre
de 2007, 138 milions d'euros.

## Retribucions
A l'inici de legislatura:
- Presidenta: 60.127'06 € anuals en 14 mensualitats. Dedicació exclusiva.
- Vicepresidents: 54.975'34 € anuals en 14 mensualitats. Dedicació exclusiva.
- Consellers executius: 52.272'64 € anuals en 14 mensualitats. Dedicació exclusiva.
- Portaveu de grup polític: 38.382'82 € anuals en 14 mensualitats. Dedicació exclusiva.
- Assistència dels altres consellers a plens ordinaris: 875'42 € per cada ple ordinari
- Directors insulars i secretàris tècnics: 43.738'38 € anuals en 14 mensualitats. Dedicació exclusiva.

## Eleccions als Consells
L'entrada en vigor de la reforma de l'Estatut d'Autonomia de les Illes Balears va fer que els consellers electes de cada consell insular fossin triats de manera independent amb llistes i urnes distintes de la del Parlament a partir de les eleccions al Consell Insular de Mallorca de 2007